# ドイツ観念論

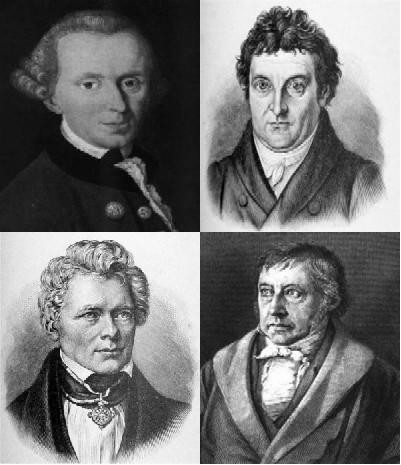
ドイツ観念論の哲学者たち。左上から時計回りにカント、フィヒテ、シェリング、ヘーゲル

ドイツ観念論（ドイツかんねんろん、独: Deutscher Idealismus, 英: German idealism）またはドイツ理想主義は、近代の観念論（理想主義）の典型であり、プラトン哲学のイデアから由来している。18世紀末から19世紀半ばに、ヒュームの流れを組むカント『純粋理性批判』への反動として、主にプロイセンなどドイツ語圏ルター派地域において展開された哲学思想であり、ロマン主義と啓蒙時代の政治革命に密接に関連している。
ポストカント派観念論（post-Kantian idealism）、ポストカント派哲学（post-Kantian philosophy）または単にポストカント派（ポストカント主義、post-Kantianism）とも呼ばれ、主な論者はフィヒテ、シェリング、ヘーゲルであるが、併せてヤコービ、シュルツ、ラインホルト、シュライアマハーの貢献も顕著である。
ヘーゲルの死後には老ヘーゲル派（ヘーゲル右派）、青年ヘーゲル派（ヘーゲル左派）などの思想に分岐していった。

## 概要
ドイツ古典主義哲学やドイツ理想主義哲学とも呼ばれる（これらのような呼称にした場合、該当する思想家が若干異なることがある）。マルクス主義を国家理念の嚆矢とした国々では、ドイツ固有で且つ労働者外的な思索だという意味づけでドイツ市民的観念論（独: der deutsch-bürgerliche Idealismus）と呼ばれたが現在この呼称は廃れている。後述するが、これらの名称は19世紀後半からの哲学史研究のなかで生じたのであり、ドイツ観念論に分類される思想家たちが、こうした名称を用いたわけではない。
イマヌエル・カントの批判哲学およびそれに対するフリードリヒ・ハインリヒ・ヤコービの批判に刺激され、神または絶対者と呼ばれる観念的原理、の自己展開として世界および人間を捉えることをその特徴とする。フランス革命の行動性に比して、宗教的観照という穏健さにある。プロテスタント神学に近接している。哲学者ヨハン・ゴットリープ・フィヒテ、フリードリヒ・シェリング、ゲオルク・ヴィルヘルム・フリードリヒ・ヘーゲルのほかカール・レオンハルト・ラインホルト、フリードリヒ・ヘルダーリン、カール・ヴィルヘルム・フェルディナント・ゾルガー、神学者フリードリヒ・シュライアマハーがドイツ観念論の主要な論者とみなされる。
なおカント自身がドイツ観念論に属するかどうかは、研究者により見解が分かれるが、カント哲学とドイツ観念論を分けて考える学者が多い。その根拠は、あるいはドイツ観念論に含まれる思想家がカントとはその時代に哲学的に対立関係にあったという哲学史的な事情、またカントが認識理性の対象ではないとした神（物自体）が、ドイツ観念論では哲学のもっとも重要な主題であり、知の対象とされる両者の哲学上の立場の違いに求められる。一方、カントにおいても物自体は実践理性の要請であって哲学体系の中におかれており哲学の主要な主題であること、さらにはドイツ観念論の主要な論者はカントから出発して自己の体系を構築したことを重視し、ドイツ観念論の初めにカント（のコペルニクス的転回以降）をおく哲学史家もいる。これに対してドイツ古典主義哲学は、カントとドイツ観念論の連続性を重視し、カントを含む呼称である。

## ドイツ観念論という呼称
「ドイツ観念論」期と呼ばれていた時代の人々は、自らの哲学をドイツ観念論とは呼んでいなかった。「ドイツ観念論」という呼称は、20世紀初頭の新カント学派（Neukantianismus）や新ヘーゲル学派の哲学史の学者達（リヒャルト・クローナーやニコライ・ハルトマンなど）が、これら一連の思想家の総称として「ドイツ観念論」として紹介したことにより、普及したものである。この名称は、同時代の哲学史家のローゼンツヴァイクが1917年に発見し「ドイツ観念論の最古の体系プログラム」（独: Das älteste Systemprogramm des deutschen Idealismus）と呼んだ著者不明の哲学的断片（1796年から1797年の間に筆記）に拠っている。この名称自体は草稿の本文にはなくローゼンツヴァイクが付したものである。
なお、この断片の著者については幾つかの説がある。断片自体はゲオルク・ヘーゲルによって書き写されたものである。ローゼンツヴァイクはこれをフリードリヒ・シェリングのものであるとした。しかしのちに筆者としてヘーゲル、ヘルダーリン、集団筆者説などが提唱され、どれも決定的な説とはなっていない。草稿の内容は上に挙げた三人の思想と大きく関わっているものの、フィヒテとは関わりが薄く、その点から「ドイツ観念論の最古の体系プログラム」という名称の妥当性にも疑問がある。たとえば体系草稿は倫理学と美的なものの結びつきを要求し、民衆に与えられるべき哲学的な「新しい神話」の創出を哲学の目標とするが、フィヒテにはそのような美的なものへの関心と要求は薄い。
このようにドイツ観念論者と総称されている思想家の中でも、その内容は思想家によって様々に異なる。しかしカント哲学を出発点として「自己意識」や「精神」、「自我」などの精神的なもの、さらに言えば、前にも触れているとおり、その根底として観念的原理の自己展開をおき、それを絶対者あるいは神と呼んで、後者との関わりによって世界や人間の本質を捉える立場から説明しようとする「観念論」の立場の哲学であるという点では一致していると言える。

## カントからドイツ観念論へ
イマヌエル・カントの三批判書はしばしばカント哲学といわれる。これはすでにドイツ観念論の時代にもそうであった。しかしカントは自身の「批判」 を「哲学」とはみなさなかった。「批判」とは哲学の予備学として、人間理性によって遂行される限りでの哲学の前提としての理性（独: Vernunft）の性格を示すものである。カントはそれまでの哲学、すなわち形而上学を、人間理性の性格を踏まえない空虚な体系、「独断論のまどろみ」であると批判した。そして人間の認識のあり方とその前提としての超越論的認識を問い、また、そのような前提をもつ人間理性の対象となりうるものは何であるかについての考究に向かった。この理性の法廷での審査が批判（独: Kritik）である。批判を通じて、伝統的な哲学の対象であった存在（独: Sein）や神（独: Gott）は、認識理性によっては認識（独: erkennen）されえず、ただ思惟（独: denken）することのみが可能なものとされた。そしてカントにとって形而上学たる哲学（独: Philosophie）は批判の上にのみ書かれうるものであった。
一方ドイツ観念論の代表的な思索家たちは、再び神と存在を直接のかつ究極の対象として取り上げた。人間の知としての哲学の真正の対象は神的なもの、あるいは端的に神であると宣言した彼らは、それぞれの思想が、かつそれのみが真正な哲学であるとの自負にたった。この自覚を共有するのがドイツ観念論だとすれば、カントはドイツ観念論の思想家とは一線を画すといわねばならないだろう。カントの著作を「哲学」として受容したヤコービ、ラインホルト、フィヒテ、シェリングらの若い世代は、カントの理論に潜む理性の二重性と分裂を、自らの哲学によって超え、統一をもたらそうとした。いいかえれば、カントが物自体（独: Ding an sich）と認識（独: Erkenntnis）あるいは神と人間理性の間においた断絶をふたたび統一にもたらそうとする運動が、ドイツ観念論だったのである。そのような統一を与えるのが、自己意識すなわち自我（独: das Ich）であり、さらにそのような意識を可能にする根拠でありかつ意識の究極の対象である絶対者ないし神である。ところでこの思想は、しばしば先鋭化して伝統宗教のもつ神概念と対立し、またカントが否定した神の認識可能性を再び主張することになる。一方カントは、学者の言説には自由な言論が認められるべきだが、社会の安定のためにはそのような言説を控える事はやむをえない場合があるとも考えていた。皮肉な事に、カント自身によって刺激されたドイツ観念論の急進性は、カントの穏健さとは相容れないものだった。ドイツ観念論の初期の展開はカントの最晩年に当たるが、カントは陽にフィヒテらを批判した。またドイツ観念論の思想家たちも、カントの二世界論を不徹底なものと言明し、カントを超えることを標榜した。しかしカントが1804年に亡くなったとき、カントの思想の限界を指摘してやまなかったドイツ観念論の思想家たちは、一様にドイツの思想を革新したこの巨人の死を悼んだのである。

## 展開と相互交流
ドイツ観念論はその成立過程から、一人の思想家による単独での思索の成果ではなく、むしろ当時の哲学者らによる様々な意見交換・批判などの交流によって展開した。その出発点にはカント哲学によって開かれた超越論的自我とその働きによる世界の把握がある。ここから、カントの哲学が厳しく分断した認識と物自体の統一を「信仰」という概念にもとめたフリードリヒ・ハインリヒ・ヤコービ、実践理性と理論理性との統一を「自我」概念に求めたヨハン・ゴットリープ・フィヒテ、フィヒテの絶対的自我の立場の盲点ともいえる「自然」という問題をも体系に取り入れ、自然を自我(精神)の超越論的前史としたフリードリヒ・シェリング、こうしたシェリングの精神と自然をも同一にしうる絶対者からでは差別された有限的な存在を導き出せないとしたゲオルク・ヘーゲルの哲学が、相互の協同と論争の流れのなかで展開していった（詳しくは各思想家の項を参照のこと）。この流れの中にも、さらにカール・レオンハルト・ラインホルト、ヨハン・ゴットフリート・ヘルダーらといった多くの思想家との交流と論争が加わり、またロマン主義と呼ばれた同時代の芸術・文学現象との交流があり、ドイツ語圏を蔽う巨大な思想運動が展開したのである。そのような交流の場となったのが、フィヒテやシェリングがヨハン・ヴォルフガング・フォン・ゲーテにイェーナ大学の教授陣として招聘されたイェーナであり、フィヒテ、ゾルガー、シュライヤーマハー、後にはヘーゲルやシェリングが大学で教鞭をとったベルリンであり、あるいはヤコービやシェリングが王立アカデミーの、のちには大学のスタッフを勤めたミュンヘンであった。
しかし、交流は決して快い結果ばかりを生み出したわけではない。フィヒテは感激をもってカントを訪れ、カント哲学を発展させたと自負したが、カントとフィヒテの間柄は良好ではなく、カントはフィヒテを自分の哲学を誤解している人物として非難した。シェリングとフィヒテはイェーナ大学の同僚として親しみ、共同の哲学雑誌の出版を構想したが、自然概念をめぐる二人の哲学的立場の対立は、互いの哲学上の立場を理解しないままに、苦々しい言葉の応酬となって終わった。シェリングとヘーゲルは神学校からの長い交流があり、ヘーゲルは、シェリング哲学の擁護者として最初の本『シェリング哲学とフィヒテ哲学との差異』を出版し、二人はイェーナで1802年から1803年のあいだ哲学雑誌を共同で出版した。しかし、10年とたたないうちに、1807年ヘーゲルは『精神現象学』序言で「すべての牛を暗くする闇夜」という比喩で、痛烈にシェリングの絶対者把握を批判し、二人の友情は断絶するに到る。以後二人の間には、互いの哲学を真っ向から批判しあう、教壇上の言説の対立があるばかりであった。また、ヤコービとシェリングの間にも神概念をめぐる論争がある。フリードリヒ・シュライアマハーとヘーゲルの宗教哲学は対立し、ベルリンでは二人が論文の審査をめぐって決闘したという風評が流れた事さえあった。さらに、若い私講師アルトゥル・ショーペンハウアーは、ヘーゲルに挑み同じ時間に講義を開講して、結果生涯ヘーゲルを呪詛しつづける事になる。テュービンゲン神学校を出てすぐのシェリング、ヘーゲル、フリードリヒ・ヘルダーリン三人の若い牧歌的な書簡のやり取りを除けば、ドイツ観念論の壮麗な体系の下には私怨をも伴った激しく苦い論争の地層が厚く横たわっているのである。

## 哲学史におけるドイツ観念論の位置
ドイツ観念論の成立にあたって重要な思想としては、カントのほか、プラトン、古代教父思想、ドイツ神秘主義、バールーフ・デ・スピノザ、ゴットフリート・ライプニッツ、自然哲学、また哲学思想とは云いがたいがヤーコプ・ベーメ、ヨハン・ヨアヒム・ヴィンケルマンおよびヨハン・ゴットフリート・ヘルダー、ヨハン・ゲオルク・ハーマン、ヨハン・ヴォルフガング・フォン・ゲーテなどの思想がある。また、同時期に文学界ではシュレーゲル兄弟を中心としてロマン主義（ドイツロマン主義）が台頭し、ドイツ観念論と呼ばれる哲学者とたちと密に交流し互いに影響しあったことも重要である。彼らが集った小都市イェーナやベルリンは当時の精神文化の中心地となった。
ドイツ観念論はヘーゲルの死後直系の弟子たちの世代が終わった1870年代には、マルクス主義を除けばほぼ影響力を失った。しかし20世紀初頭に興った新ヘーゲル学派以降ドイツ観念論の研究は再び見直され、現在では近代哲学の最も重要な一時期であるという評価が定着している。ドイツ観念論を批判的に接受して自身の哲学を展開している思想家は多く、なかでもしばしば注目されるものに、ハイデガーやデリダの論考が挙げられる。またドイツ観念論は、同時代のみならず近現代のキリスト教神学などにも影響を与えている。
また、一般的にはカントに端を発し、フィヒテ、シェリングという過渡期を経て、ヘーゲルでもってドイツ観念論は完成するという見地（これは新ヘーゲル主義の哲学研究者による見方が示し、定着したものでもある）であるが、これはフィヒテやシェリングの哲学の欠点を補ってヘーゲルが哲学を展開したということではない。上記に見たように、彼らの思索は激しい論争の元で展開されており、互いに自身の哲学こそ、真なるものと思っていた。従って、他者の批判には相応に応えており、一筋縄ではいかない。上記にあげた一般的な見方が絶対的なのか、また新しい視点からドイツ観念論の哲学の特徴を論ずることは出来ないか、現在の世界各国のドイツ観念論に関心のある哲学研究者の課題であろう。
ドイツ観念論の研究はドイツを中心に国際的な活動として営まれており、とくにヘーゲル研究に国際化の傾向が著しい。フィヒテやシェリングについても国際的な規模の学会があり、ドイツを中心に活発な研究がなされている。

## 批判
ヘルムホルツやシュレーディンガーといった自然科学者からは、懐疑的もしくは批判的に見なされている(注：シュレディンガー『生命とは何か？』においては、カントの見方を痛烈に批判している。)。

## 関連文献
ドイツ観念論についての日本語の文献は多い。ここでは、ドイツ観念論全体を俯瞰し、個別の思想家や著作への案内となるもののなかから、入手しやすく比較的前提知識を要さないものを挙げた。
- 廣松渉・加藤尚武・坂部恵他編『講座　ドイツ観念論』全6巻　弘文堂　1990年
- 大橋良介・大峯顕他編『叢書　ドイツ観念論との対話』6巻　ミネルヴァ書房　1994年
- 大橋良介著『絶対者のゆくえ  ドイツ観念論と現代世界』ミネルヴァ書房　1993年
- ニコライ・ハルトマン著（村岡晋一監訳）『ドイツ観念論の哲学』 作品社　2004年
- リヒャルト・クローナー著（上妻精監訳）『ドイツ観念論の発展 カントからヘーゲルまで』 理想社　1998年（1巻）・2000年（2巻）・原タイトルは Von Kant bis Hegel、（カントからヘーゲルまで）
- 岩崎武雄著『カントからヘーゲルへ』　東京大学出版会　1977年
- 高山守編『カントとドイツ観念論』（講座近・現代ドイツ哲学I）理想社　2004年
- 大橋良介編『ドイツ観念論を学ぶ人のために』　世界思想社　2006年

など多数